# Hadrodactylus larvatus
Hadrodactylus larvatus är en stekelart som beskrevs av Joseph Kriechbaumer 1891.
Hadrodactylus larvatus ingår i släktet Hadrodactylus och familjen brokparasitsteklar. Arten är reproducerande i Sverige. Inga underarter finns listade i Catalogue of Life.